# Représentations diplomatiques au Lesotho

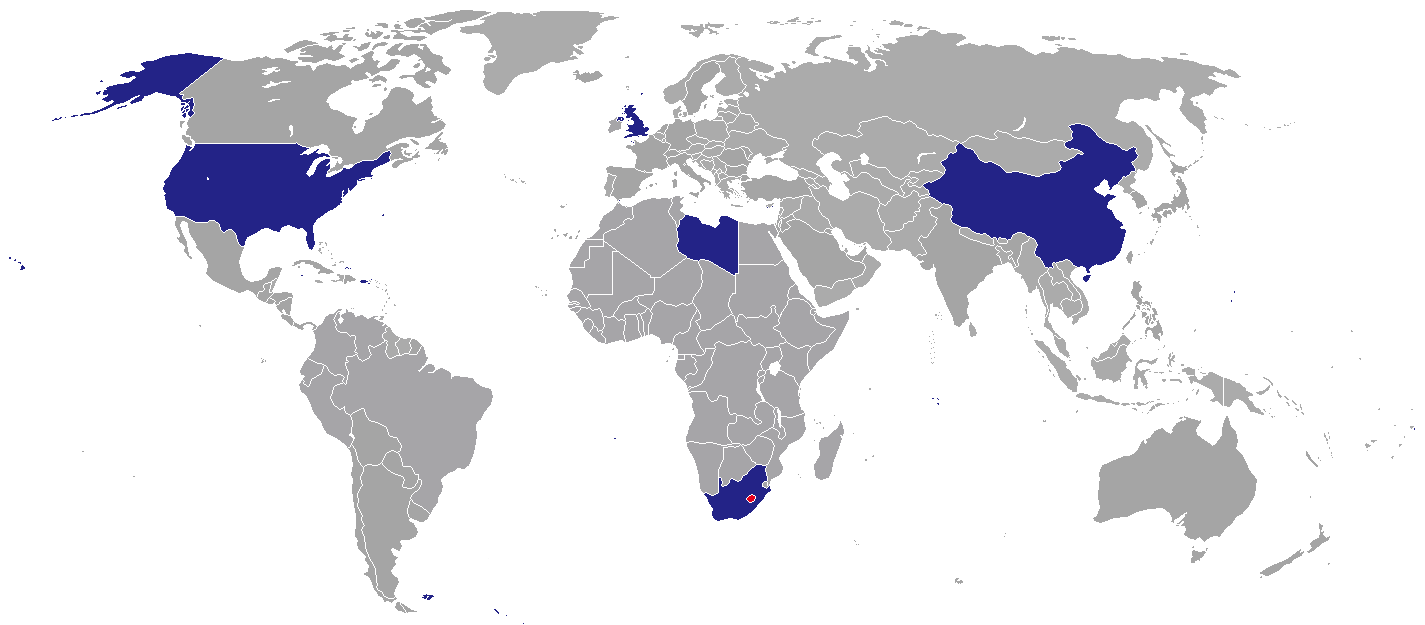
Représentations diplomatiques au Lesotho

Voici une liste des représentations diplomatiques au Lesotho. La capitale Maseru abrite cinq ambassades.

## Ambassades et hauts-commissariats
Maseru
| - Afrique du Sud - Chine - États-Unis - Libye - Royaume-Uni |

## Mission
- Union européenne (Délégation)

## Ambassades et hauts-commissariats non résidents
Résident à Pretoria, sauf indication contraire
| - Algérie - Allemagne - Argentine - Australie - Autriche - Belgique - Botswana - Brésil - Canada - Chypre - Corée du Sud - Croatie - Cuba | - Danemark - Égypte - Espagne - Finlande - France - Grèce - Hongrie - Inde - Indonésie - Irlande - Israël - Italie - Japon | - Mali - Malaisie - Malte (La Valette) - Mexique - Mozambique - Namibie - Norvège - Nouvelle-Zélande - Pays-Bas - Pologne - Portugal - Tchéquie - République arabe sahraouie démocratique | - Roumanie - Russie - Serbie - Singapour - Slovaquie - Suède - Suisse - Tanzanie - Thaïlande - Vatican - Viêt Nam |

## Ancienne ambassade
- Irlande